# ГЕС Таванаса
ГЕС Таванаса — гідроелектростанція на південному сході Швейцарії. Становить середній ступінь у гідровузлі, спорудженому на основі ресурсів зі сточища річки Вордеррайн (Передній Рейн, лівий виток Рейну).
Вода, відпрацьована на верхньому ступені ГЕС Седрун, спрямовується на середній ступінь ГЕС Таванаса за допомогою дериваційного каналу/тунелю, прокладеного правобережжям Вордеррайну. При цьому до нього також надходить додатковий ресурс через водозабори у нижній течії Рейн-да-Налпс, Aua-da-Gierm та Рейн-да-Медель (можливо відзначити, що з їх верхньої течії раніше вже відбувається відбір води для роботи ГЕС Седрун), а також з інших приток Вордеррайну Aua-da-Crusch і Рейн-да-Самвітг та правої притоки Рейн-да-Медель Рейн-да-Платтас. У системі каналу/тунелю діє балансуючий резервуар на Рейн-да-Самвітг об'ємом 480 тис. м3, створений за допомогою гравітаційної греблі висотою 33 метри та довжиною 182 метри, на спорудження якої пішло 33 тис. м3 матеріалу.
Зазначений дериваційний тунель виходить до машинного залу в долині Вордеррайну, забезпечуючи  напір у 479 метрів. Зал обладнано чотирма турбінами типу Пелтон потужністю по 45 МВт, які виробляють 563 млн кВт·год на рік. Відпрацьована вода спрямовується далі на ГЕС Іланц I.
Видача продукції відбувається по ЛЕП, що працюють під напругою 220 та 380 кВ.